# Königswartha
Königswartha (górnołuż. Rakecy, wym. [ˈʀakɛt͡sɨ]) – miejscowość i gmina w Niemczech, w kraju związkowym Saksonia, w okręgu administracyjnym Drezno, w powiecie Budziszyn.

## Współpraca
Miejscowość partnerska:
- Sandhausen, Badenia-Wirtembergia